# إليانور ماريانو
إليانور ماريانو هي طبيبة وضابطة فلبينية، ولدت في 1955 في كافيت سيتي في الفلبين.